# Dysmicoccus morrisoni
Dysmicoccus morrisoni är en insektsart som först beskrevs av Jason Hollinger 1917.  Dysmicoccus morrisoni ingår i släktet Dysmicoccus och familjen ullsköldlöss. Inga underarter finns listade i Catalogue of Life.